# Teki wa ikuman
Teki wa ikuman (敵は幾万, litt. « plusieurs dizaines de milliers d'ennemis ») est une marche militaire japonaise. Les paroles ont été écrites par Yamada Bimyō en 1886, et la musique a été composée, en 1891, par Sakunosuke Koyama,,.